# Statistica
Statistica (aunque la marca está registrada como STATISTICA, en mayúsculas) es un paquete estadístico usado en investigación, minería de datos y en el ámbito empresarial. Lo creó StatSoft, empresa que lo desarrolla y mantiene. 
StatSoft nació en 1984 de un acuerdo entre un grupo de profesores universitarios y científicos. Sus primeros productos fueron los programas PsychoStat-2 y PsychoStat-3. Después desarrolló Statistical Supplement for Lotus 1-2-3, un complemento para las hojas de cálculo de Lotus. Finalmente, en 1991, lanzó al mercado la primera versión de STATISTICA para MS-DOS.
Actualmente compite con otros paquetes estadísticos tanto propietarios (SPSS, SAS, Matlab o Stata) como libres (R).

## Estructura del paquete
El programa consta de varios módulos. El principal de ellos es el Base, que implementa las técnicas estadísticas más comunes. Éste puede completarse con otros módulos específicos tales como:
- Advanced: técnicas multivariantes y modelos avanzados de regresión lineal y no lineal
- QC: técnicas de control de calidad, análisis de procesos (distribuciones no normales, Gage R&R, Weibull) y diseño experimental
- Data Miner: minería de datos, análisis predictivos y redes neurales

El paquete puede ser extendido a través de una interfaz con el lenguaje R. Además, se pueden modificar y añadir nuevas librerías usando el lenguaje .NET.

## Versiones
StatSoft ha desarrollado las siguientes versiones de Software:
- STATISTICA (1991): primera versión, sobre MS-DOS
- STATISTICA (1992): para Macintosh
- STATISTICA versión 4.0 (1993): para Windows
- STATISTICA versiones 4.5, 5.0, 5.1, '97 Edition, and '98 Edition (1994-1998, para Windows)
- STATISTICA versión 5.5 (1999): para Windows
- STATISTICA versión 6.0 (2001): para Windows
- STATISTICA versiones 7 y 8 (2002-2007): para Windows
- STATISTICA versión 9: es la última versión disponible y está disponible sobre plataformas de 32 y 64 bits.

## Módulos
Los distintos módulos que conforman Statistica implementan las siguientes técnicas:
- Estadística Básica
  - Estadística descriptiva: análisis y representación de datos
  - Regresión lineal
  - ANOVA
  - Tests de hipótesis
  - Tests no-paramétricos
  - Ajustes y distribuciones

- Estadística avanzada
  - Análisis multivariante
  - Análisis discriminante, factorial y de componentes principales
  - Análisis de la fiabilidad, con aplicaciones industriales y teoría de la calidad
  - Análisis de la correspondencia, tanto simple como múltiple
  - Modelos discriminantes generalizados

- Control de calidad, que incluye la producción de gráficos de control de calidad (como X-barra, R, etc.) usando los modelos predefinidos u otros que pueden agregarse; incluye herramientas de Seis Sigma.
- Redes Neuronales, para previsión, clasificación y análisis de series temporales
- Minería de Datos
- Proceso de Control Estadístico Multivariante, (MSPC), que permite realizar controles de calidad cuando son muchos los factores que intervienen en el proceso
- Sistema de Gestión de Documentos, (SDMS), una base de datos para la gestión de documentación electrónica, que permite buscar documentos, acceder a ellos, organizarlos, etc.

## Interfaz y funcionamiento
STATISTICA dispone de un sistema propio de archivos. Los ficheros, o libros de trabajo, traducción del inglés WorkBooks, tienen extensión .sta. 

### Libros de trabajo
Los libros de trabajo son el tipo de documento predefinido para gestionar la entrada y salida de datos. En ellos se almacenan varios tipos de documentos, tales hojas de cálculo de STATISTICA, gráficos, o documentos de Microsoft Word o Excel. Desde el punto de vista técnico, estos libros de trabajo son contenedores ActiveX que pueden incluir gran cantidad de documentos. Estos documentos se organizan en nodos que adoptan una estructura de árbol y que son creados por defecto al iniciar un nuevo análisis. 
Cada libro de trabajo contiene dos paneles: un explorador con una estructura de árbol para facilitar la navegación y un visor de documentos. 

### Hojas de cálculo
Las hojas de cálculo usan la tecnología de tablas multimedia y permiten gestionar tanto la entrada de datos numéricos como su salida. La forma básica de la hoja de cálculo es una simple tabla bidimensional que puede contener un número prácticamente ilimitado de casos (filas), y de variables (columnas). Cada celda puede contener un número virtualmente ilimitado de caracteres. También pueden insertarse ficheros de sonido, vídeo, gráficos, animaciones o informes que pueden ser insertados como objetos o puede adjuntarse a cualquier documento compatible con la tecnología ActiveX.

### Informes
Los informes son la forma clásica de manejar las salidas. En ellos cada objeto (p. ej: una hoja de cálculos de STATISTICA o un gráfico), se muestra en un documento de texto similar a los habituales de Word. Estos objetos pueden activarse, editarse y colocarse en el lugar deseado. Los informes se guardan en formato .srt, que es la extensión de StatSoft del formato RTF de Microsoft, aunque incluyen además un índice con estructura de árbol. Los informes pueden exportarse también al formato RTF estándar.

### Gráficos
Los documentos gráficos pueden ser creados de diversas formas en STATISTICA, disponen de herramientas de personalización y pueden contener enlaces a otros documentos compatibles. Al igual que otros documentos de STATISTICA, los gráficos son contenedores ActiveX, lo que los hace compatibles con gran variedad de documentos como dibujos de Visio, ilustraciones de Adobe, hojas de cálculo Excel, etc.

### Macros
El lenguaje de programación Visual Basic está integrado en STATISTICA. Esto permite la programación de gran cantidad de funciones. Además, análisis y gráficos pueden grabarse como macros de Visual Basic y ser ejecutados, editados y usados posteriormente desde otras aplicaciones. Las macros de STATISTICA pueden ser guardadas en diversos formatos dependiendo del uso al que se les vaya a destinar.
El programa trae por defecto una serie de ejemplos, a los que se puede acceder una vez instalado.